# Radio Dolfijn
Radio Dolfijn was een zeezender.

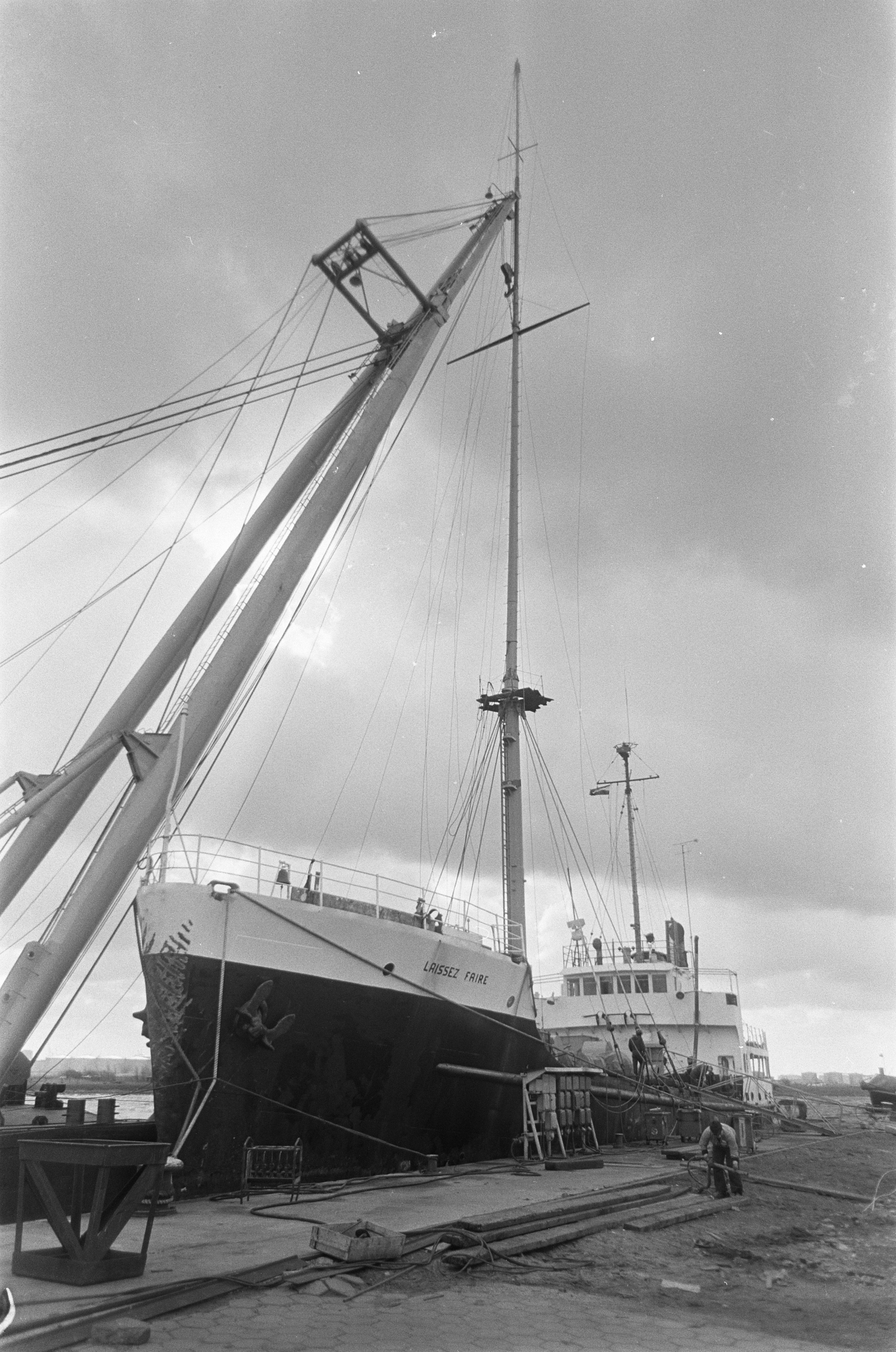

Radio England werd op 14 november 1966 op 227 meter - 1.322 kHz opgevolgd door de Nederlandstalige Radio Dolfijn (in de volksmond Radio Flipper genoemd en waarvoor oorspronkelijk de naam "Swinging Radio Holland" bedacht was). Het station aan boord van het zendschip "Laissez Faire" had een behoorlijke luisterschare in Nederland. Dj's waren onder meer Jos van Vliet, Lex Harding, Look Boden en Tom Collins, later bekend van Radio Veronica. Aanvankelijk had Radio Dolfijn hetzelfde muziekformaat (easy listening) als Britain Radio, die ook vanaf de Laissez Faire uitzond maar de avonduren werden gevuld met popmuziek. Van 22 februari tot 15 maart 1967 was de zender uit de lucht wegens reparaties aan de zendmast. Nadien kwam het station terug als Radio 227 die de hele dag Top 40-muziek uitzond, opgeluisterd met gecoupeerde Radio England-jingles. In het vooruitzicht van de anti-piratenwetgeving, die op 15 augustus 1967 van kracht zou worden, sloot het station op 23 juli 1967.